# James B. Macelwane Medal
Die James B. Macelwane Medal ist eine Geowissenschaftliche Auszeichnung für Nachwuchsforscher, die von der American Geophysical Union (AGU) vergeben wird.
Jährlich wurden im Normalfall zunächst eine, später drei, zuletzt fünf dieser Medaillen vergeben. Geehrt werden mit der Verleihung außergewöhnlich junge Wissenschaftler für bedeutende Forschungsbeiträge auf dem Gebiet der Geophysik. Das Höchstalter zum Zeitpunkt der Verleihung darf 36 nicht überschreiten.
Eingeführt wurde der Nachwuchspreis 1961 und ein Jahr später erstmals vergeben, erst seit 1986 jedoch trägt er seinen heutigen Namen. Benannt ist die Medaille nach James Bernard Macelwane (1883–1956), dem 13. Präsidenten der AGU von 1953 bis 1956, der damit für seine Forschungsarbeit wie auch für sein Engagement in der Lehre gewürdigt wird.

## Preisträger
- 1962 James N. Brune
- 1963 Alexander J. Dessler
- 1964 Klaus Hasselmann
- 1965 Gordon J. F. MacDonald
- 1966 Don L. Anderson
- 1967 Manik Talwani
- 1968 Michael B. McElroy
- 1969 Richard S. Lindzen
- 1970 Lynn R. Sykes
- 1971 Carl I. Wunsch
- 1972 John Michael Wallace
- 1973 R. Allan Freeze
- 1974 Amos M. Nur
- 1975 Dan McKenzie, Gerald Schubert, Vytenis M. Vasyliunas
- 1976 Kurt Lambeck, John S. Lewis, Robert L. Parker
- 1977 Ignacio Rodriguez-Iturbe, Paul G. Richards, Christopher T. Russell
- 1978 John M. Edmond, Thomas E. Holzer
- 1979 Ralph J. Cicerone, Michael C. Kelley, Keith O’Nions
- 1980 Lawrence Grossman, Thomas Westfall Hill, Norman H. Sleep
- 1981 Ronald G. Prinn, David J. Southwood, Donald J. Weidner
- 1982 Rafael Luis Bras, Donald W. Forsyth, Steven C. Wofsy
- 1983 William L. Chameides, Donald J. DePaolo, Thomas H. Jordan
- 1984 Mary K. Hudson, Raymond Jeanloz
- 1985 William H. Matthaeus, Susan Solomon
- 1986 Bradford H. Hager, Edward M. Stolper, Robert A. Weller
- 1987 J. Leslie Smith, Toshio Terasawa, Mary Lou Zoback
- 1988 Douglas R. MacAyeal, Marcia McNutt, Kevin B. Quest
- 1989 Richard G. Gordon, Seth A. Stein, William R. Young
- 1990 Ellen M. Druffel, Steven M. Gorelick, Paul Segall
- 1991 Thomas A. Herring, Roderic L. Jones, Thorne Lay
- 1992 Eric Kunze, David G. Sibeck, Terry C. Wallace
- 1993 Michael Gurnis, David J. McComas, Margaret A. Tolbert
- 1994 Jeremy Bloxham, Daniel J. Jacob, John E. Vidale
- 1995 Stephen Fuselier, Jonathan I. Lunine, Jason Phipps Morgan
- 1996 David Bercovici, Dara Entekhabi, David Roy Hanson
- 1997 Edouard Bard, Robert van der Hilst, Marc Parlange
- 1998 Tuija I. Pulkkinen, Lars P. Stixrude
- 1999 Kenneth A. Farley, Rainer Hollerbach, Jeroen Tromp
- 2000 Scott Doney, Erik Hauri, Quentin Williams
- 2001 Vassilis Angelopoulos, Azadeh Tabazadeh, Daniel P. Schrag, John H. Woodhouse
- 2002 John M. Eiler, George Katul, Michael Manga
- 2003 Kurt M. Cuffey, Guido Salvucci, Lianxing Wen
- 2004 Robin M. Canup, Daniel Sigman, David W. J. Thompson
- 2005 Paul Asimow, A. Hope Jahren, James T. Randerson
- 2006 Daniel J. Frost, Jerry Goldstein, Jun Korenaga, John M. Wahr
- 2007 Amy C. Clement, Jeanne Hardebeck, Francis Nimmo
- 2008 James Badro, Emily E. Brodsky, Diane E. Pataki
- 2009 Peter J. Huybers, Miaki Ishii, Benjamin P. Weiss
- 2010 David B. Lobell, Rosalind E. Rickaby, Jasper A. Vrugt
- 2011 Tanja Bosak, Nicolas Dauphas, Arlene Fiore, Adam Maloof, Christian Schoof
- 2012 David Shelly, Josef Dufek, Gabriel Bowen
- 2013 Jesse Kroll, Motohiko Murakami, Sonia Seneviratne
- 2014 Rajdeep Dasgupta, Christian Frankenberg, J. Taylor Perron, David Shuster, Jessica Tierney
- 2015 Paul Cassak, Bethany L. Ehlmann, Colette L. Heald, Matthew G. Jackson, Katharine Maher
- 2016 Andy Hooper, Maureen D. Long, Toshi Nishimura, Appy Sluijs, Gabriele Villarini
- 2017 Robert E. Kopp, Michael P. Lamb, Yan Lavallée, Wen Li, Tiffany A. Shaw
- 2018 Steven J. Davis, Walter W. Immerzeel, Isaac R. Santos, Drew L. Turner, Caroline Ummenhofer
- 2019 Amir AghaKouchak, Anton Artemyev, Emily V. Fischer, Francis A. Macdonald, Erik van Sebille
- 2020 Kyle C. Armour, Sarah M. Hörst, Brandon Schmandt, Yoshihide Wada, Kelly Wrighton
- 2021 Elizabeth A. Barnes, Christopher H. K. Chen, Ciaran J. Harman, Christopher T. Reinhard, Anja Schmidt
- 2022 Jessica Creveling, Pierre Gentine, Lars N. Hansen, Scott Jasechko, Zhongwen Zhan
- 2023 Alice-Agnes Gabriel, Allison N. Jaynes, Kaiyu Guan, Natalya A. Gomez, Yuan Wang
- 2024 C. Brenhin Keller, Megan Konar, Alexandra G. Konings, Dustin M. Schroeder, Malte F. Stuecker